# 高氯酸六(二甲基亚砜)合钴(II)
高氯酸六(二甲基亚砜)合钴(II)是一种配位化合物，化学式为[Co(C2H6SO)6](ClO4)2，它是具有爆炸性的粉色晶体。

## 制备
将六水合高氯酸钴溶解在热的DMSO中，减压蒸馏后析出晶体，将晶体过滤并用丙酮洗涤，用五氧化二磷干燥数小时，得到纯的[Co(C2H6SO)6](ClO4)2。高氯酸钴水合物的丙酮溶液和过量的DMSO溶液反应，也能得到产物。

## 结构
高氯酸六(二甲基亚砜)合钴(II)在298 K时，属三方晶系，空间群P31/c，晶胞参数a=12.572 A，V=1564 A3，分子中，配体二甲基亚砜以其氧原子与钴配位。